# Завтра була війна (фільм)
«Завтра була війна» (рос. «Завтра была война») — російський радянський драматичний фільм за однойменною повістю Бориса Васильєва, дипломна робота випускника ВДІКа Юрія Кари. Прем'єра відбулась 19 жовтня 1987 року.

## Сюжет фільму
Передвоєнний 1940 рік. Життя 9-Б класу починається, як звичайно. У центрі оповідання знаходиться Іскра Полякова — староста класу, дочка принципового партійного робітника товариша Полякової. Іскра — переконана комсомолка, вихована фанатично відданою партії матір'ю. Її ідеали непорушні, а ідеї прозорі і, як їй здається, правильні. Зібравшись на дні народження одного з однокласників, Іскра слухає вірші Єсеніна, які читає її подруга Віка, дочка відомого в місті авіаконструктора Леоніда Люберецького. Іскрі подобається поезія Єсеніна, але вона вважає його чужим радянській культурі «кабацьким співаком». Так її вчили. Віка дає однокласниці книгу і пояснює Іскрі, що Єсенін — зовсім не «занепадницький» поет, а почуття — невід'ємна частина життя. Через кілька днів Іскра знайомиться з батьком Віки, починає глибше розуміти деякі речі, задає питання матері і самій собі, намагаючись розібратися в поняттях справедливості, боргу і щастя. Все раптово змінюється. В один з вечорів хлопці дізнаються, що конструктор Люберецький заарештований за підозрою у шкідницької діяльності проти СРСР. Іскра вирішує підтримати подругу, незважаючи на попередження матері про майбутні репресії.

## В ролях
| Актор                | Роль                          |
| -------------------- | ----------------------------- |
| Сергій Никоненко     | директор школи                |
| Ніна Русланова       | мати Іскри                    |
| Віра Алентова        | завуч                         |
| Ірина Черіченко      | Іскра Полякова                |
| Наталія Негода       | Зіна Коваленко                |
| Юлія Тархова         | Віка Люберецька               |
| Володимир Заманський | батько Віки                   |
| Радій Овчинников     | Жора Ландис                   |
| Геннадій Фролов      | Сашка Стамескін               |
| Владислав Демченко   | Пашка Остапчук                |
| Сергій Столяров      | Артем Шефер                   |
| Катерина Вороніна    | дружина Ромахіна              |
| Олена Мольченко      | мати Зіни                     |
| Володимир Маслаков   | представник райкому комсомолу |

## Знімальна група
- Режисер: Юрій Кара
- Сценарист: Борис Васильєв
- Оператор: Вадим Семенових
- Композитор: Анатолій Кочуров

## Цікаві факти
Бюджет фільму становив всього 50 тисяч карбованців. Актори знімалися безкоштовно.